# زغبورة تريومفيتية
زغبورة تريومفيتية (الاسم العلمي:Stigmella triumfettica) هي نوع من الحشرات تتبع جنس الزغبورة من فصيلة السليلات.